# Król Artur (film 2004)
Król Artur (tytuł oryg. King Arthur) – film przygodowy koprodukcji amerykańsko-irlandzkiej z 2004 r.

## Fabuła
Akcja filmu ma miejsce około 467 roku naszej ery, kiedy to Artur wraz z sześcioma kompanami: Lancelotem, Dagonetem, Borsem, Tristanem, Gawainem i Galahadem od 15 lat lojalnie wypełnia zadania zlecane mu przez Imperium Rzymskie. Wszyscy prócz Artura są Sarmatami odebranymi za młodu rodzicom, by walczyć dla Rzymu. Żołnierze znajdują się w Brytanii i mają otrzymać zwolnienie ze służby, lecz biskup Germanius każe im wykonać jeszcze jedno, najniebezpieczniejsze jak dotąd, zadanie: muszą przejść przez kraj Celtów, północną część wyspy, i przyprowadzić Aleca, potencjalnego kandydata na biskupa. Przy okazji odnajdują również Ginewrę, celtycką łuczniczkę. Napotykają jednak trudności w postaci czarodzieja Merlina i jego pobratymców.
Okazuje się, że utrzymywanie tak dalekiej kolonii, jak Brytania, jest dla Rzymu nieopłacalne, tak więc do Artura dociera informacja, że Imperium zamierza porzucić wyspę. Problemem są Sasi, chcący odzyskać ziemie, które w ich mniemaniu do nich należą. Po długiej podróży, w której zginął Dagonet, Arturowi i jego towarzyszom udaje się dojść za Wał Hadriana, oddzielający północną część wyspy od południowej. Sasi nie zamierzają ustąpić. Ich armia dociera pod Wał, a Artur godzi się z Merlinem, pozyskując jego lud jako sojuszników. Dochodzi do bitwy, w której giną Lancelot i Tristan. Artur jednoczy północną i południową część wyspy, a zarówno Celtowie, jak i Brytowie uznają go jako władcę. Poślubia Ginewrę i zostaje królem.

## Obsada
- Keira Knightley – Ginewra
- Clive Owen – Król Artur
- Ioan Gruffudd – Lancelot z Jeziora
- Mads Mikkelsen – Tristan
- Joel Edgerton – Gawain
- Hugh Dancy – Galahad
- Ray Winstone – Bors
- Ray Stevenson – Dagonet
- Stephen Dillane – Merlin
- Stellan Skarsgård – Cerdic
- Til Schweiger – Cynric
- Sean Gilder – Jols
- Pat Kinevane – Horton
- Ivano Marescotti – Biskup German
- Ken Stott – Marius Honorius
- Lorenzo De Angelis – Alecto

## Nagrody i nominacje
2004 r.:
- nagroda IFTA, wygrana w kategorii najlepsza charakteryzacja (makijaż i fryzury)
- nominacja do nagrody Teen Choice w kategorii film lata

2005 r.:
- nominacja dla Keiry Knightley do nagrody Teen Choice w kategorii ulubiona aktorka filmu akcji/ filmu przygodowego/ thrillera
- nominacja do Saturnów w kategorii najlepsze specjalne wydanie DVD
- nominacja do Złotej Szpuli w kategorii najlepszy montaż dźwięku w filmie zagranicznym